# Brazatortas
Brazatortas és un municipi de la província de Ciudad Real a la comunitat autònoma de Castella-La Manxa. Fou propietat de l'Orde de Calatrava.

## Personatges cèlebres
- Millán Salcedo, humorista (1955).
- Antonio Gala, escriptor (1930).